# Rio Douro

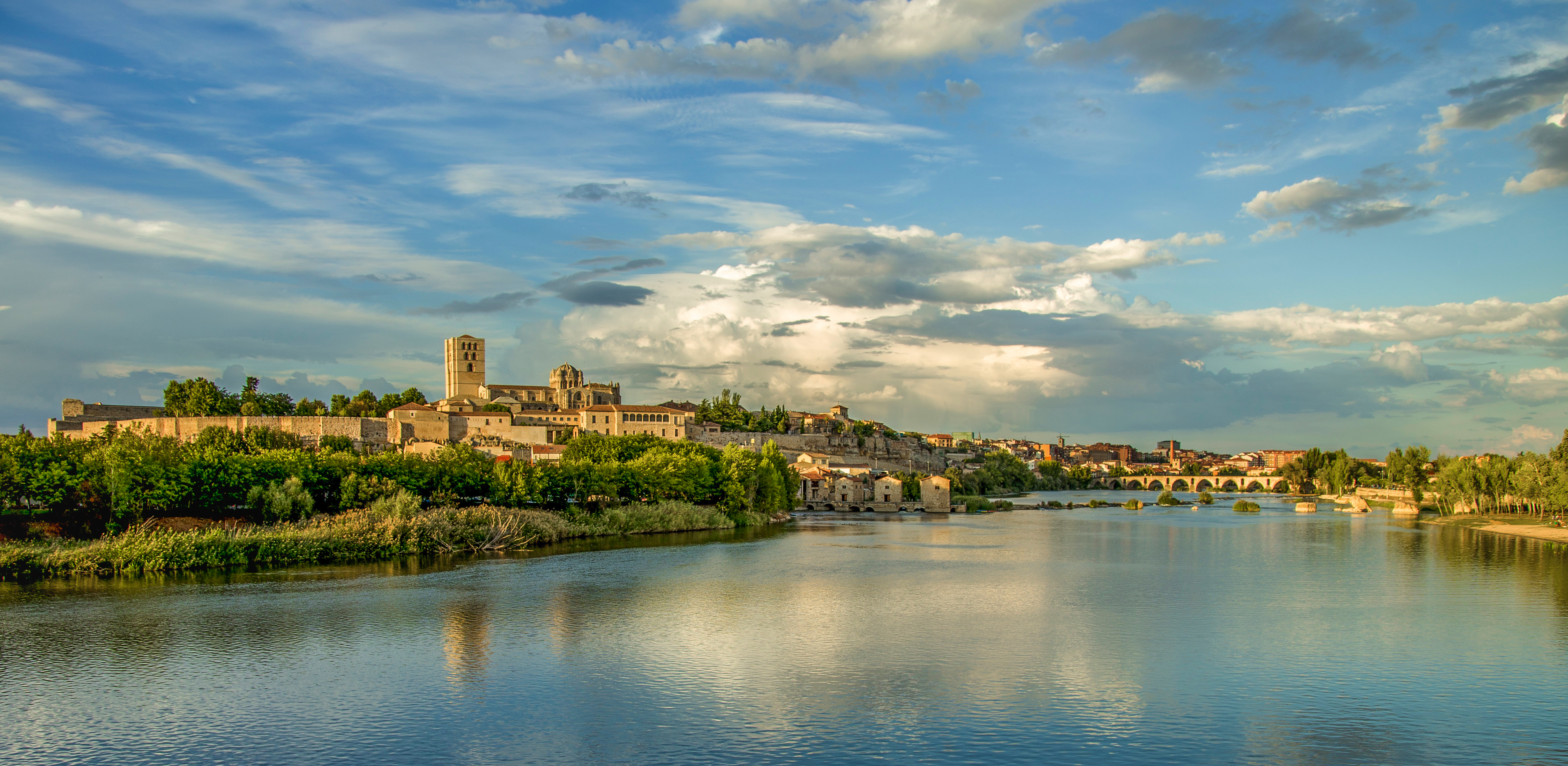
O Douro em Samora

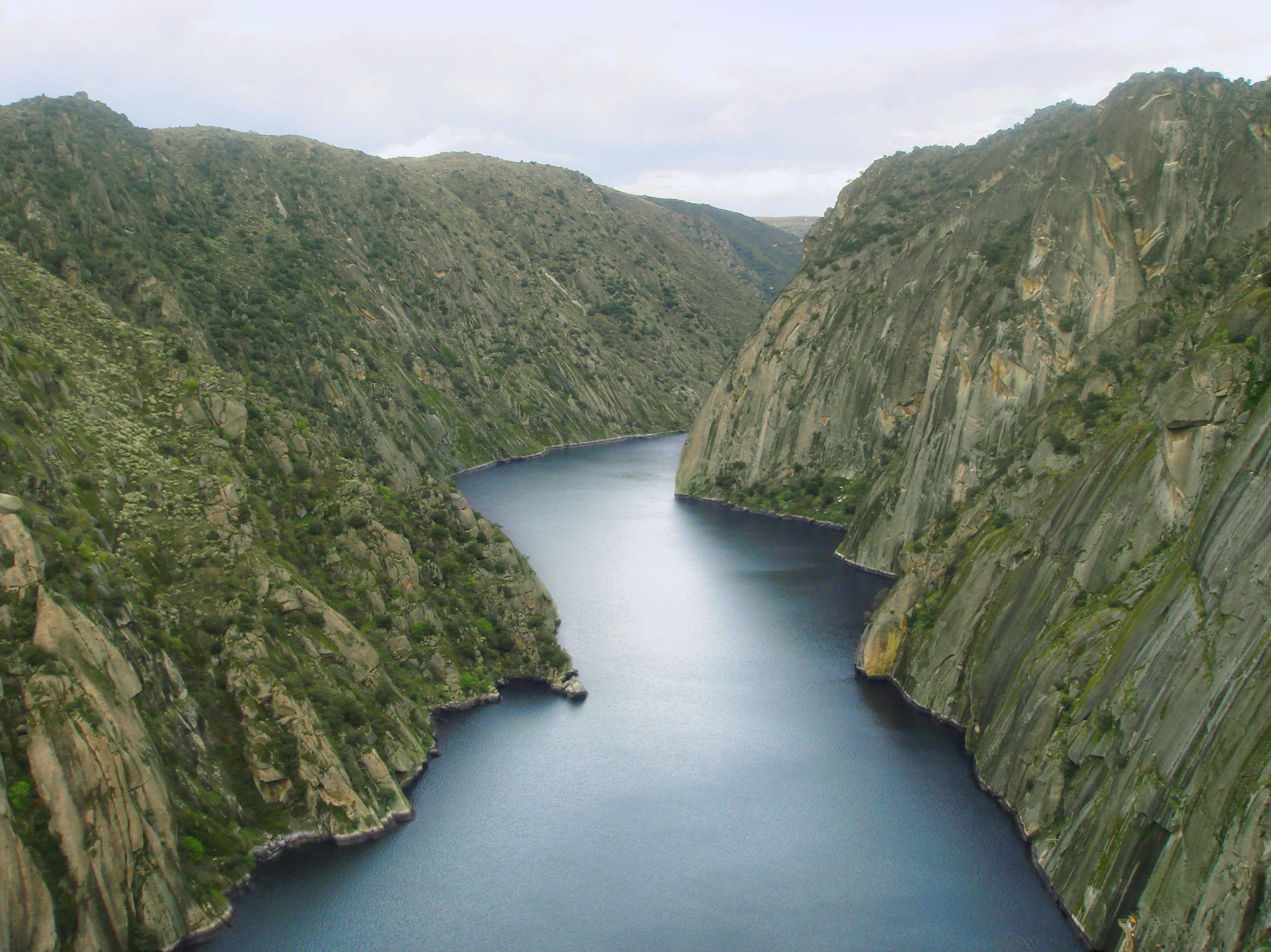
Arribas do Douro

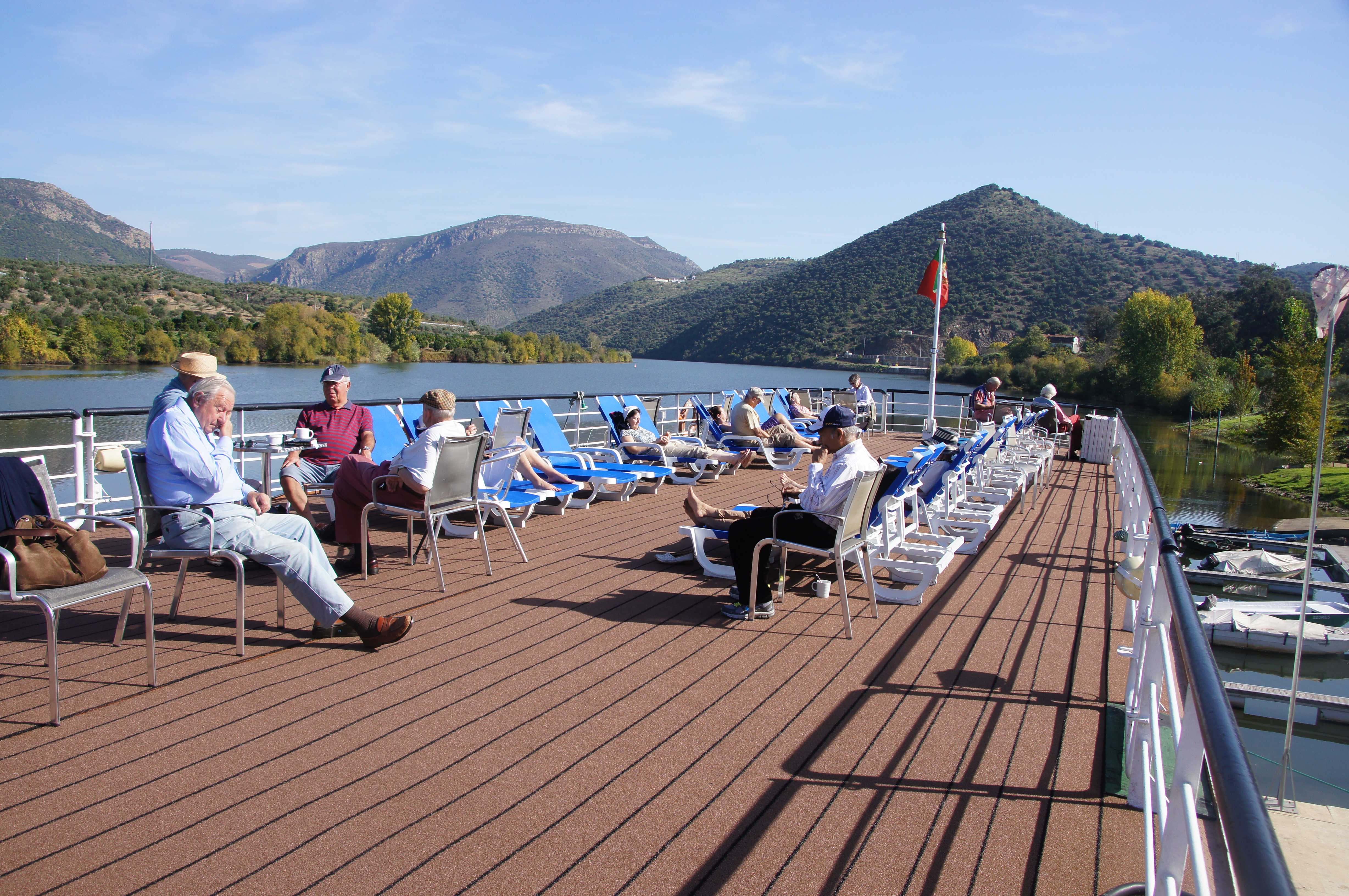
Cruzeiro no final do seu percurso em Barca d’Alva, no Parque Natural do Douro Internacional, junto à fronteira espanhola

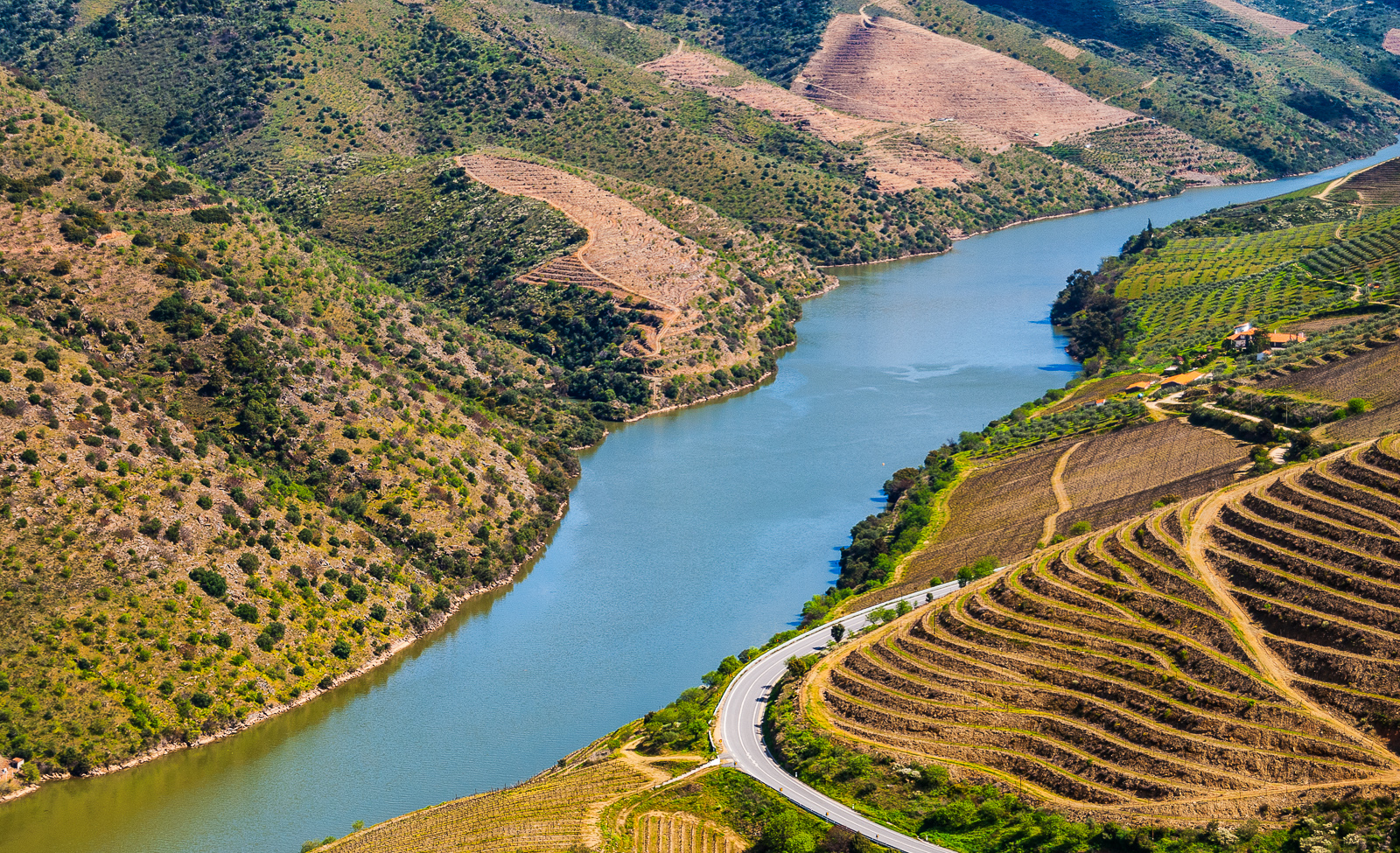
A região do Alto Douro Vinhateiro

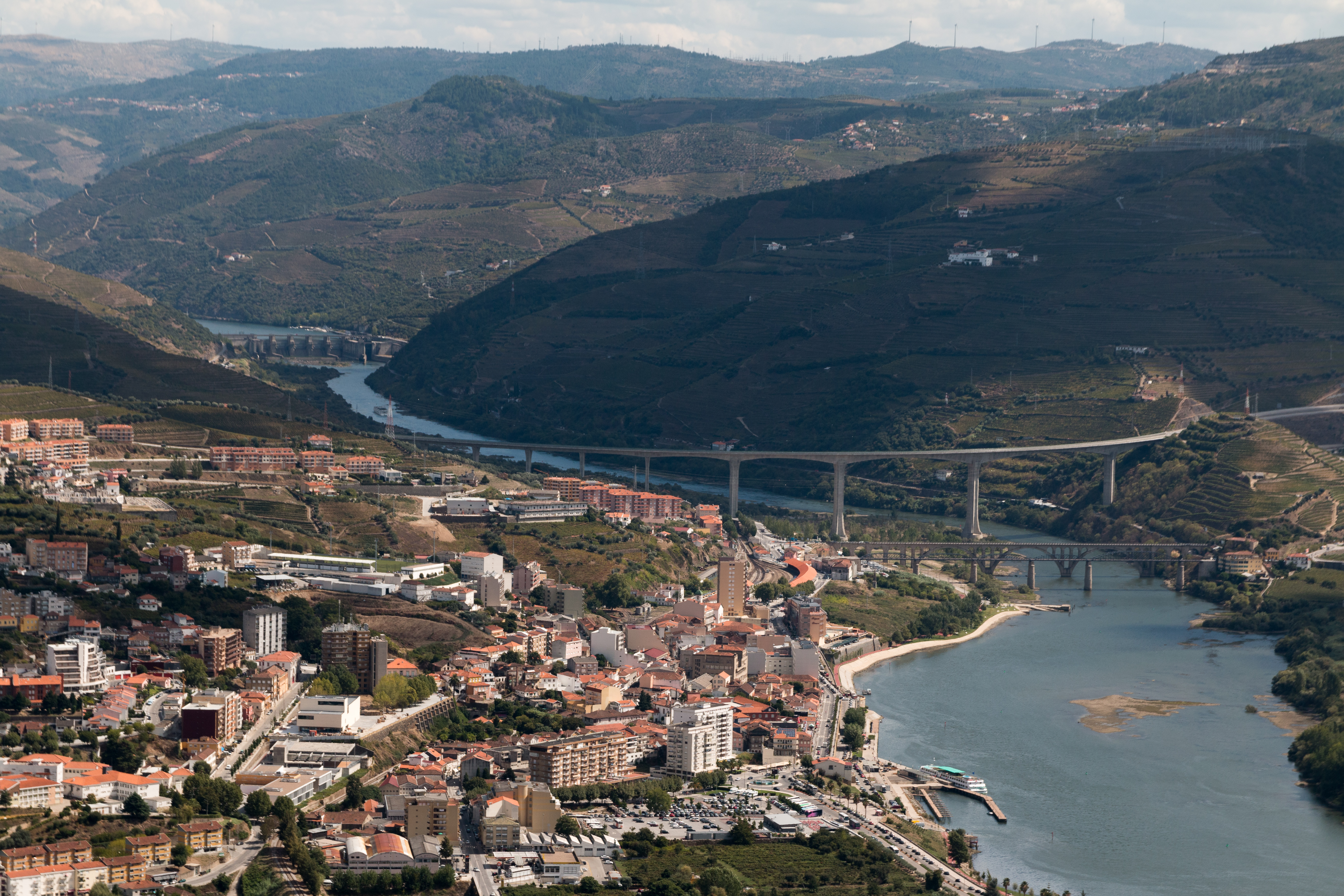
Rio Douro em Peso da Régua

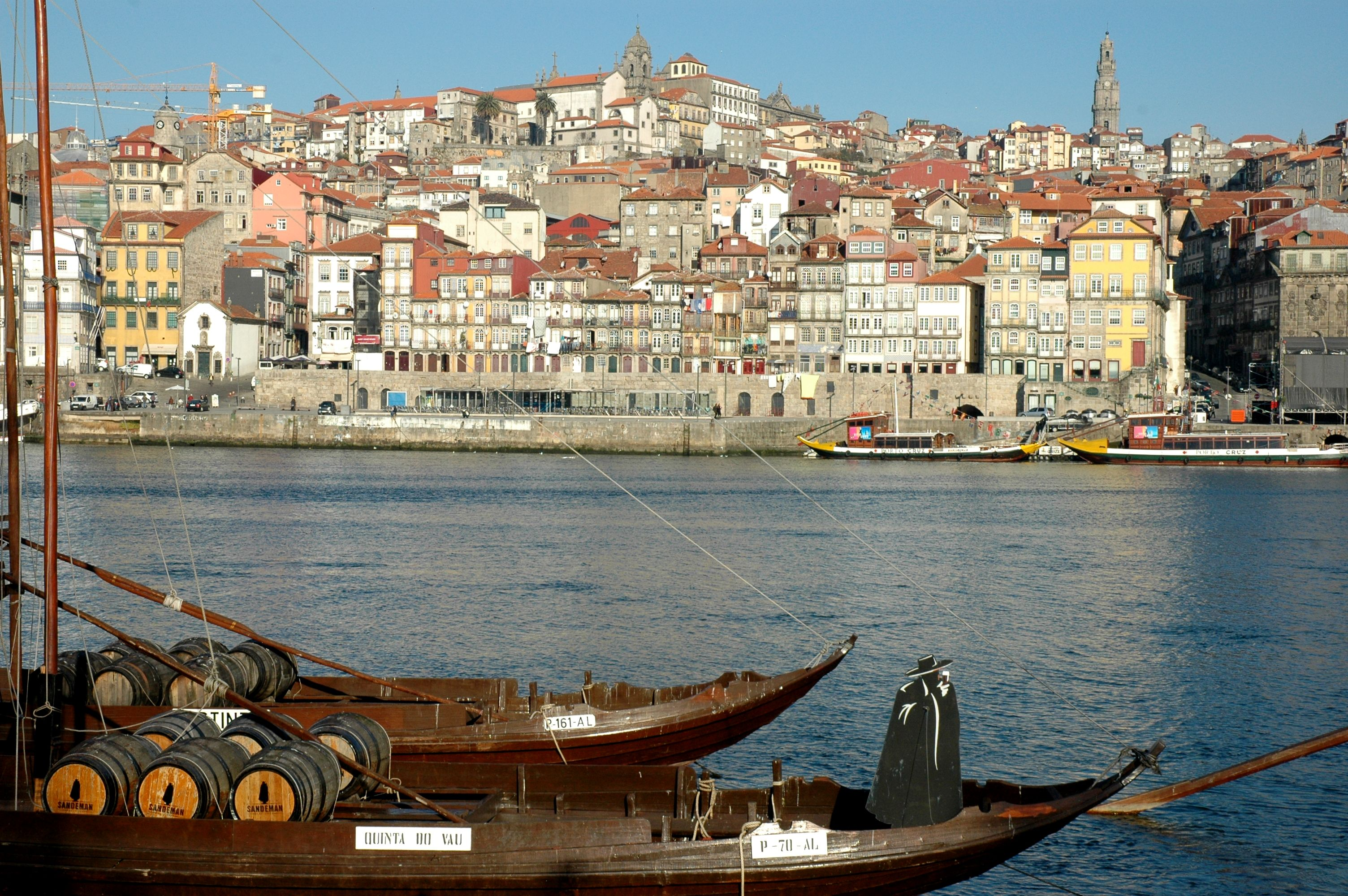
Rio Douro junto ao Porto

O rio Douro (em castelhano: Duero) é um rio que nasce nos picos da serra de Urbión, na província espanhola de Sória, a 2;160 m de altitude, e atravessa o norte de Portugal até a sua foz junto às cidades do Porto e Vila Nova de Gaia. É o terceiro rio mais extenso da Península Ibérica. Tem 897 km de comprimento, 572 km em território espanhol, 213 km navegáveis em território português e 112 km de caráter internacional, pois o seu curso faz de fronteira. Este último troço, em que o seu leito se estreita e se aprofunda, é conhecido como as arribas. As suas margens foram protegidas com a criação dos parques naturais do Douro Internacional em Portugal e das Arribas do Douro em Espanha.
Em 14 de dezembro de 2001, a UNESCO incluiu a Região Vinhateira do Alto Douro na lista do Património da Humanidade, na categoria de paisagem cultural.

## Etimologia
As versões populares para a origem do seu nome são muitas. A mais provável aponta para o antigo celta dur ou dubr ("água", "rio"). Outra diz que nas encostas escarpadas um rio banhava margens secas e inóspitas. Nele rolavam, noutros tempos, brilhantes pedrinhas que se descobriu serem de ouro. Daí o nome dado a este rio: Douro (de + ouro). Já outra versão diz que o nome do rio deriva do latim duris, ou seja, 'duro', atestando a dureza dos seus contornos tortuosos, e das paisagens que atravessa, nomeadamente as altas escarpas das Arribas do Douro, no trecho Internacional do rio, entre Miranda do Douro e Barca d’Alva (Figueira de Castelo Rodrigo). A derivação por via popular do seu nome sugere romanticamente uma ligação a "Rio de Ouro (D'ouro)", mas tal não tem qualquer aderência histórica. A forma escrita em em árabe: Duwiro, em castelhano Duero.

## Características
A bacia hidrográfica do Douro tem 97 603 km² de área, 19,1% (18 643 km²) em território português, o que corresponde a cerca de 19,1% da área total. A sua altitude média é 700 m. No início do seu curso é um rio largo e pouco caudaloso. De Samora à sua foz, corre entre fraguedos em canais profundos. O forte declive do rio, as curvas apertadas, as rochas salientes, os caudais violentos, as múltiplas irregularidades, os rápidos e os inúmeros "saltos" ou "pontos" tornavam este rio indomável.
Aproveitando o elevado desnível, sobretudo na zona do Douro Internacional, onde o desnível médio é de 3 m/km, a partir de 1961, foi levado a cabo o aproveitamento hidroeléctrico do Douro. Com a construção das barragens, criaram-se grandes albufeiras de águas tranquilas, que vieram incentivar a navegação turística e recreativa, assim como a pesca desportiva. Excluindo-se os períodos de grandes cheias, pode dizer-se que o rio ficou domado definitivamente. No troço nacional do Douro, a instalação de eclusas em paralelo com as barragens hidroeléctricas permitiu a criação de um canal de navegação fluvio-marítimo.
No seu curso, entre Bemposta e Picote, pode ser visto nas suas águas espelhadas tudo o que rodeia este ambiente: as nuvens, o sol, (que queima os olhos, reflectido na água), os montes, as fragas, as aves (patos, garças, águias, abutres, gaivotas). Nas fragas mais altas podem ser vistas aves de rapina, guardando os seus ninhos.
Por outro lado, no rio, espécies indígenas, como o escalo, a enguia e a truta, têm sido dizimadas ou pela pesca à rede descontrolada e/ou pela modificação das condições ambientais (parte do ano estão perto do limite de resistência de algumas espécies). Após a construção da barragem, foi feita a introdução da carpa que, podendo atingir acima dos 20 kg, tem a propriedade de se alimentar de tudo, fazendo a limpeza das barragens mesmo em condições precárias de oxigenação das águas. Mais recentemente, surgiram o achigã, a perca, o lúcio e o lagostim-vermelho. Pode ainda encontrar-se, com abundância, a boga e o barbo e até mexilhão (idêntico ao do mar).
Porém, passar junto a fragas gigantes, tingidas de várias tonalidades, pela separação de fragmentos de rocha, causadas por dilatações e contracções bruscas, motivadas pelo clima, é esmagador.
Viajando até junto do Douro, que serpenteia entre as arribas, pode ver-se onde vivem e/ou nidificam abutres, grifos, águias, pombos bravos, andorinhas, etc., e nas ladeiras do mesmo, a perdiz, a rola, o estorninho, o melro, o papa-figos, etc.
Dentro das matas de zimbros, estevas, carvalhos, sobreiros e pinheiros e outras variedades de vegetação das encostas do Douro, podem ainda encontrar-se espécies cinegéticas, que são uma das maiores riquezas naturais da região: a corça, o javali, o coelho, a lebre, o lobo, a raposa, o texugo, a gineta, etc.
O rio Douro foi e é uma fonte de riqueza para a região e para a aldeia. Antigamente, fazia mover as azenhas que se espalhavam nas suas margens, tais como as azenhas do Sr. António Luís, dos Fróis, dos Melgos e dos Velhos, permitia a pesca, irrigava campos ou enchia os poços das melhores hortas de Bemposta, existentes perto deles, onde se cultivavam as novidades e as árvores de fruta, base de sustento das populações. Mais tarde, com o aproveitamento hidroeléctrico, Bemposta passa a contribuir para a riqueza nacional, distribuindo energia eléctrica ao país. Proporcionou também maior abundância de peixe, através das albufeiras, criando alguns postos de trabalho com a pesca profissional, a que se dedicaram algumas famílias.

## Principais afluentes em território espanhol
| - Rio Rituerto - Rio Riaza - Rio Duratón - Rio Cega - Rio Adaja |  | - Rio Zapardiel - Rio Trabancos - Rio Tormes - Rio Huebra |

| - Rio Pisuerga - Rio Valderaduey - Rio Esla |

## Principais afluentes em território português
| - Rio Arda - Rio Inha - Rio Águeda [♦] - Ribeira de Aguiar - Rio Coa - Ribeira de Teja - Rio Torto - Rio Távora - Rio Tedo |  | - Rio Varosa - Rio Cabrum - Rio Bestança - Rio Paiva |

| - Rio Sabor - Rio Tua - Rio Pinhão - Rio Corgo - Rio Sermanha - Rio Teixeira - Rio Tâmega - Rio Sousa - Rio Tinto |

[♦] ^ O rio Águeda faz fronteira entre Portugal e Espanha (distrito da Guarda/província de Salamanca).

## Barragens no rio Douro

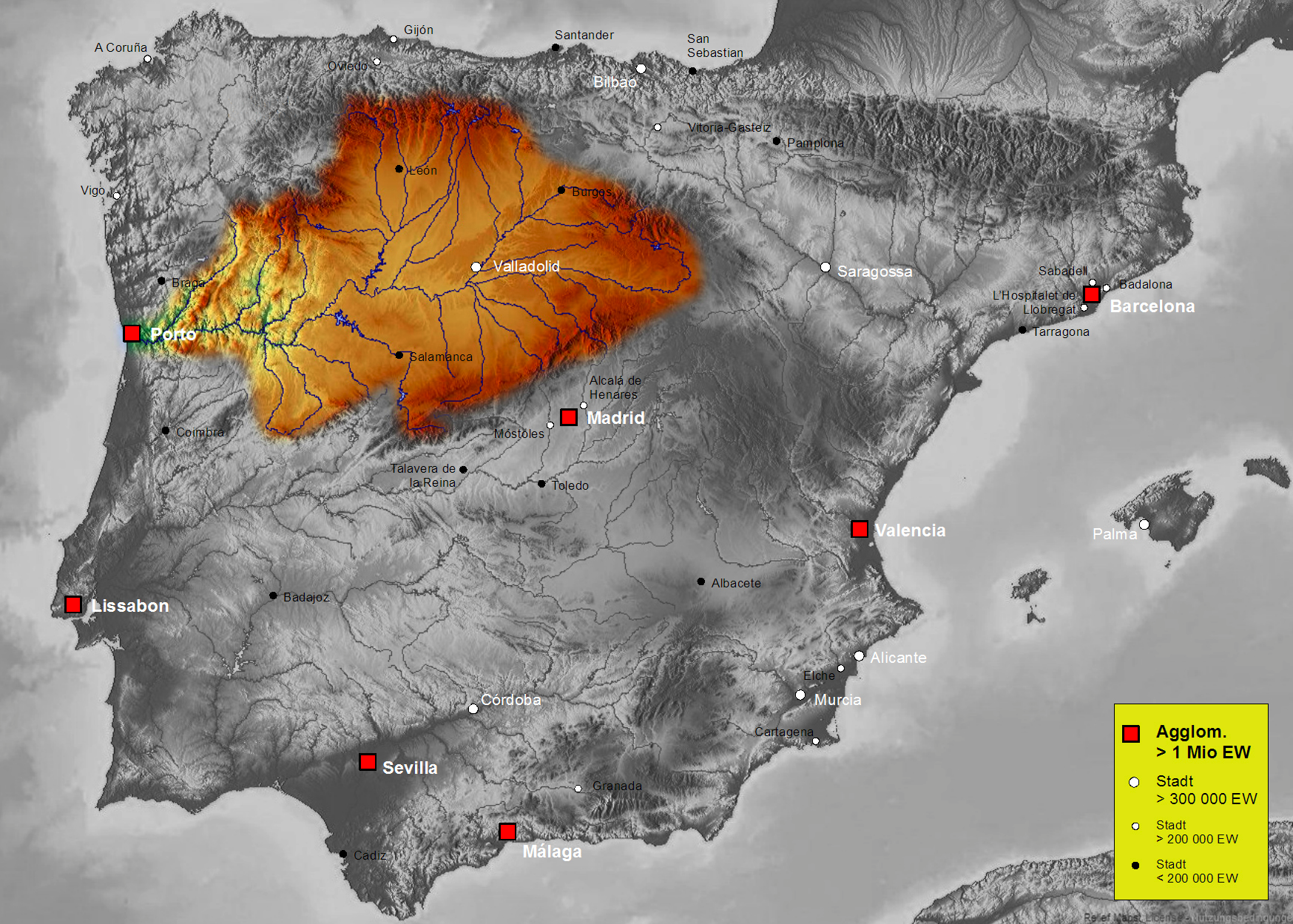
Bacia hidrográfica do Douro

| Portugal - Pocinho - Valeira - Régua - Carrapatelo - Crestuma-Lever |  | Fronteira - Miranda - Picote - Bemposta - Aldeiadávila - Saucelhe |  | Espanha - Cuerda del Pozo - San José - Villalcampo - Castro |

## Pontes no rio Douro em território português
| - Da Arrábida - Dona Antónia Ferreira (em construção) - Dom Luís - Infante D. Henrique - D. Maria Pia - De São João - Do Freixo |  | - Da A41 - Hintze Ribeiro - De Entre-os-Rios - De Mosteirô - Da Ermida - Metálica da Régua |  | - Ferroviária da Régua - Miguel Torga - Do Pinhão - Ferroviária de Ferradosa - Do Pocinho - Sarmento Rodrigues |

## Localidades portuguesas na margem do rio Douro
| - Miranda do Douro - Vila Nova de Foz Côa - São João da Pesqueira |  | - Lamego - Peso da Régua - Pinhão |  | - Gondomar - Vila Nova de Gaia - Porto |

## Topónimos associados ao rio Douro
| - Oliveira do Douro (Vila Nova de Gaia) - Cinfães do Douro - Oliveira do Douro (Cinfães) - Valença do Douro - Ervedosa do Douro - Soutelo do Douro - Nagozelo do Douro |

| - São Lourenço do Douro - Ribadouro - Santa Cruz do Douro - Covas do Douro - Guiães do Douro - São Cristóvão do Douro - Sanfins do Douro |  | - Celeirós do Douro - Miranda do Douro |

## Turismo fluvial
A Via Navegável do Douro foi inaugurada em toda a sua extensão em 1990. São 210 km desde Barca d’Alva até ao Porto.
Em 2014 passaram pela via navegável 600 000 passageiros. Os cruzeiros na mesma albufeira representam 64% da totalidade de passageiros, movimentando cerca de 400 000 pessoas em 2014. Trata-se de viagens com duração variável, de meia ou uma hora, e que se concentram principalmente nas zonas do Porto-Gaia, e depois também, em menor escala, em Entre-os-Rios, Régua, Pinhão, Foz do Sabor e Pocinho. O barco hotel alcançou 55 000 passageiros nos 13 barcos a operar.
Os cruzeiros de um dia ultrapassaram os 160 000 passageiros. Estes barcos navegam principalmente nos trajectos Porto–Régua–Porto, Régua–Pinhão–Régua e Régua–Barca d’Alva–Régua.